# Peishias
Peishias (francès Peyssies) és un municipi del departament francès de l'Alta Garona, a la regió d'Occitània.